# Régulo
Régulo (do latim regulus, "pequeno rei", reizete) foi a designação dada pela administração ultramarina portuguesa e na historiografia aos intermediários entre a autoridade portuguesa e a população local, usualmente chefes tribais e outros potentados africanos e mais raramente da Ásia, nomeadamente de Timor.

## Régulos
- Roberto Frederico Zichacha, Régulo de Fumó, actual Moçambique[2]